# E.B. White
Elwyn Brooks "E. B." White, född 11 juli 1899 i Mount Vernon, New York, död 1 oktober 1985 i Brooklin i Hancock County, Maine, var en ledande amerikansk essäist, poet och författare.
Whites omfattande författargärning sträckte sig från satir till barnböcker, han skrev ofta ur ett ironiskt åskådarperspektiv och temat för böckerna var inte sällan individens frihet, så också i hans klassiska barnbokstrio bestående av Fantastiska Wilbur, Stuart Little och The Trumpet of the Swan, som alla tre hör till de mest kända barnböckerna i USA och även har filmatiserats vid flera tillfällen.

## Biografi
E.B. White föddes i Mount Vernon, New York, och avlade Bachelor of Arts vid Cornell University 1921. Under sin tid på skolan var han verksam som redaktör för skoltidningen The Cornell Daily Sun. Därefter skrev han för The Seattle Times and Seattle Post-Intelligencer innan han återvände till New York år 1924.
År 1925 publicerade han sin första artikel i The New Yorker , avancerade snabbt ordinarie medarbetare och behöll sedan den positionen i närmare sextio år. Med tiden blev han tidskriftens viktigaste profil och en starkt bidragande orsak till tidskriftens goda rykte. Mellan åren 1938 och 1943 skrev han också lite för Harper's Magazine. 
Under det sena 1930-tal inledde White sin bana som barnboksförfattare. Hans första barnbok, Stuart Little, publicerades efter krigsslutet år 1945 och 1952 följde Fantastiska Wilbur. Båda hyllades av kritiker och belönades år 1970 tillsammans med Laura Ingalls Wilder Medal, en av de förnämsta utmärkelser man kan få som barnboksförfattare. Samma år publicerade han sin tredje barnbok, The Trumpet of the Swan, som också den kom att belönas med flera priser. 
År 1959 redigerade White skrivhandbok The Elements of Style och gav ut den igen. Boken blev väl mottagen och förekommer än idag som kurslitteratur på skrivarkurser.
År 1978 belönades White med Pulitzerpriset för sin livsgärning och dog 1985 på sin gård i North Brooklin, Maine, efter en lång tids kamp mot Alzheimers sjukdom. Han blev kremerad och hans aska begravdes bredvid hans fru, författarinnan Katharine Sergeant Angell White, på Brooklin Cemetery.